# Joseph Unger
Joseph Unger (født 2. juli 1828 i Wien, død 2. maj 1913 sammesteds) var en østrigsk retslærd og politiker.
Unger spillede allerede som student en rolle i de bevægede politiske begivenheder 1848. han blev Dr. phil. 1850 i Königsberg med den Hegelsk påvirkede Die Ehe in ihrer welthistorischen Entwicklung (1850), 1851 bibliotekstjenestemand i Wien, 1852 Dr. jur. i Wien, 1853 ekstraordinær professor i Prag, 1856 i Wien, 1857 ordinær professor sammesteds, 1871—79 minister uden portefeuille i kabinettet Auersperg, 1881 præsident for rigsretten i Wien, 1867 landdagsmand, 1869 medlem af Herrehuset.
Med Der Entwurf eines bürgerlichen Gesetzbuches für das Königreich Sachsen mit besonderer Rücksicht auf das österreichische allgemeine bürgerliche Gesetzbuch (1853), Ueber die wissenschaftliche Behandlung des österreichischen gemeinen Privatrechts (1853) og det klassiske System des österreichischen gemeinen Privatrechts (I—II 1856 og 1859, 5. oplag 1892, VI 1864, 4. oplag 1894) indvarslede Unger en ny tid i østrigsk retsvidenskab; på sidstnævnte værk hviler i det store og hele den østerrigske civilret; Østrigs mest fremragende forskere i generationen efter ham — Adolf Exner og andre — var elever af Unger.
Med en række glimrende monografier og afhandlinger, Die rechtliche Natur der Inhaberpapiere (1857), Der revidierte Entwurf eines bürgerlichen Gesetzbuchs für das Königreich Sachsen (1861), Die Verträge zu Gunsten Dritter (1869), Schuldübernahme (1889), de dybtgående og resultatrige Handeln auf eigene Gefahr (1891, 3. oplag 1904), Handeln auf fremde Gefahr (1894) med flere supplerede Unger sin privatret, som forblev en torso. Ungers skrift Zur Reform der Wiener Universität (1869) gav stødet til reformer i Østrigs universitetsliv.
Sammen med Julius Glaser og Joseph von Walther redigerede Unger Sammlung von civilrechtlichen Entscheidungen des k. k. obersten Gerichtshofes (I-XVIII 1859-83). 1869 blev han knyttet til redaktionen af Jherings »Jahrbücher«, senere medudgiver deraf. Foruden en række bidrag til dette og andre tidsskrifter — Grünhuts "Zeitschrift" for eksempel — skrev Unger endvidere blandt andet Rede über die Civilprozessordnung (1895) og Priesterehen und Mönchsehen. — Rechtliche Natur der Scheidung von Tisch und Bett (1910).
Hans Bunte Betrachtungen und Bemerkungen (1907, 3. oplag under titlen Mosaik 1911) røber skalkagtig humor, åndfuld ironi og stor fortrolighed med litteratur og filosofi. Han var selv en kunstnernatur, af universel dannelse, taler af første rang; som musiker vakte han Franz Liszts Beundring. Han stræbte uden held at få Georg Brandes ansat som professor i Østrig.